# Episodi di Chiamatemi Giò (prima stagione)
La prima stagione della sitcom italiana Chiamatemi Giò è andata in onda su Disney Channel dal 9 febbraio al 27 febbraio 2009. In chiaro la stagione viene trasmessa da Rai 2 a partire dal 5 giugno 2010. 
| nº | Titolo               | Prima TV Italia  |
| -- | -------------------- | ---------------- |
| 1  | Il mio primo giorno  | 9 febbraio 2009  |
| 2  | Falsa partenza       | 10 febbraio 2009 |
| 3  | Il compito in classe | 11 febbraio 2009 |
| 4  | Chi trova un amico   | 12 febbraio 2009 |
| 5  | La lettera           | 13 febbraio 2009 |
| 6  | A Destinazione       | 16 febbraio 2009 |
| 7  | Incontri e scontri   | 17 febbraio 2009 |
| 8  | Cadute e ricadute    | 18 febbraio 2009 |
| 9  | Preferenze           | 19 febbraio 2009 |
| 10 | La festa             | 20 febbraio 2009 |
| 11 | Questioni di stile   | 23 febbraio 2009 |
| 12 | Cambio di rotta      | 24 febbraio 2009 |
| 13 | Invenzioni           | 25 febbraio 2009 |
| 14 | Eureka               | 26 febbraio 2009 |
| 15 | A volte ritornano... | 27 febbraio 2009 |

## Il mio primo giorno
- Diretto da: Daniela Borsese
- Scritto da: Maria Grazia Cassalia, Sara Fusani

### Trama
Per Giò è il primo giorno nella nuova scuola dopo che si è trasferita da Campo Grugnuccio. La ragazza scatta molte foto nel percorso da casa a scuola (la fotografia è il suo hobby) e perde l'autobus, per cui arriva in ritardo a scuola. Lì conosce Arianna e le sue amiche, le snob della scuola, Silvana, la prima della classe che inizia a detestare Giò perché può essere una concorrente per il posto di prima della classe, Filippo, il bello della scuola, di cui si innamora subito e Ale, silenzioso e poco studioso. Al ritorno a casa, Giò riceve dal padre un cellulare.

## Falsa partenza
- Diretto da: Daniela Borsese
- Scritto da: Fabio Paladini

### Trama
Giò arriva a scuola mentre sta suonando la campanella, ma perde la macchina fotografica e rischia di fare di nuovo tardi. L'intervento di Ale la salva. A scuola c'è una gara di corsa e Giò è prontissima, ma Silvana le mette del chewing-gum sotto le scarpe, per cui arriva ultima.

## Il compito in classe
- Diretto da: Daniela Borsese
- Scritto da: Alessandra Torre

### Trama
La prof. ha organizzato una verifica di latino con delle frasi da tradurre. Arianna è bloccata all'ultima frase e chiede a Furio la risposta ma Arianna non capisce. Silvana dopo la consegna del compito le dice che ha sbagliato ed Arianna elimina Furio e un'altra amica che le ha suggerito dal gruppo. L'episodio si conclude con Silvana e Giò che stanno in bagno e che Silvana, come sempre, sbatte contro la porta.

## Chi trova un amico
- Diretto da: Daniela Borsese
- Scritto da: Pietro Parolin

### Trama
Arianna diventa amica di Giò e passano un pomeriggio insieme nel centro di Milano anche con Filippo e quindi Giò salta l'appuntamento di studio con il suo compagno di banco. L'episodio si conclude con un compito a sorpresa di verbi e Arianna per l'aiuto di Giò riesce a prendere un sette.

## La lettera
- Diretto da: Daniela Borsese
- Scritto da: Maria Grazia Cassalia, Sara Fusani

### Trama
Arianna si rivela una falsa amica di Giò poiché usava Giò soltanto per migliorare la sua media scolastica. Per via dei colloqui Giò è costretta a rimanere a scuola per dare ripetizioni al suo compagno di banco. Intanto Furio e i suoi compagni partecipano ai provini per entrare come band di supporto di Jacopo, ma non riescono ad entrare. Così il bidello ne forma una con Furio e i suoi amici. Giò si sente sola e anche offesa da Arianna e allora scrive una lettera al padre nella quale chiede di tornare a Campo Grugnuccio.

## A Destinazione
- Diretto da: Daniela Borsese
- Scritto da: Maria Grazia Cassalia, Sara Fusani

### Trama
Giò mette la lettera scritta nel comodino in modo che il padre la possa prendere. Intanto, lui è bloccato nella cantina e la vicina di casa Iris lo aiuta ad uscire. Nel frattempo, a scuola, Giò capisce che non deve mollare e torna a casa per nascondere la lettera, fa firmare al padre la giustificazione e conosce Iris. Allora va a scuola e viene interrogata. L'episodio si conclude con Giò che passeggia con Furio e con Filippo.

## Incontri e scontri
- Diretto da: Daniela Borsese
- Scritto da: Fabio Paladini

### Trama
Furio si trova in crisi perché, allo stesso momento, deve andare sia alle prove della band riunita da Nico che a giocare a basket con Filippo e lui non vuole deludere nessuno. Intanto Gio' e Ale non vogliono più studiare insieme ma la prof. crea il metodo di studio "studia 1 castiga 2" ovvero somma i voti che prendono entrambi, li divide a metà e poi li consegna. Gio' fa capire a Ale che deve darsi una svegliata, mentre Filippo risolve il problema di Furio rivelandogli che non avrebbero potuto suonare a causa di un Blackout.

## Cadute e ricadute
- Diretto da: Daniela Borsese
- Scritto da: Alessandra Torre

### Trama
Gio' decide di ribellarsi ad Arianna e, per non suggerirle le soluzioni del compito di scienze, sabota il suo banco così che è costretta a cambiare posto e Arianna consegna un foglio in bianco. A ricreazione le fa capire che fra loro è finita rispondendole a tono. L'episodio finisce con lei che, sorridente, aggiusta il suo banco.

## Preferenze
- Diretto da: Daniela Borsese
- Scritto da: Pietro Parolin

### Trama
Giò fa da scrutatrice durante le elezioni scolastiche. I candidati sono Furio, Silvana, Titti e Filippo. Gli ultimi due vincono le elezioni. Mentre Giò sta contando i voti, qualcuno guarda le foto che la ragazza ha scattato. Durante la ricreazione, Arianna le propone di aiutarla nella preparazione di una festa in onore di Titti.

## La festa
- Diretto da: Daniela Borsese
- Scritto da: Maria Grazia Cassalia, Sara Fusani

### Trama
Giorgina è stata invitata a una festa da Arianna e Filippo la passerà a prendere alle 20:00 per poi accompagnarla. Va tutto bene con Arianna finché decide di far vedere a tutti la grande sorpresa: un video dove c'è Giò che dice a Filippo cose amorose ed allora lei si vergogna e scappa.

## Questioni di stile
- Diretto da: Daniela Borsese
- Scritto da: Pietro Parolin

### Trama
Giò si finge malata per non andare a scuola, ma Ale riesce a farle cambiare idea. A scuola, Giò viene accompagnata in classe da Filippo che le dice di aver litigato con Arianna per quello che ha fatto. Dopo le lezioni Giò cerca di convincere Ale a studiare insieme, ma lui rifiuta perché è dispiaciuto dal fatto che Giò ha preferito entrare con Filippo più che con lui.

## Cambio di rotta
- Diretto da: Daniela Borsese
- Scritto da: Fabio Paladini

### Trama
Filippo lascia Arianna e tutti lo scoprono. Giò riceve dal papà una stampante per le foto e poi a sorpresa si presenta Ale da lei, perché vuole essere aiutato. Giò accetta e, mentre studiano, gli mostra le sue foto preferite. Quando Giò esce dalla stanza, Ale infila un pen-drive nel computer e copia le foto.

## Invenzioni
- Diretto da: Daniela Borsese
- Scritto da: Alessandra Torre

### Trama
La prof. organizza una ricerca basata su 4 elementi: aria, acqua, fuoco e terra e sceglie Furio e Giò per l'aria. Appena fatto il progetto Furio appoggia lo zaino con il foglio del progetto sulla panchina per allenarsi un po' a calcio e Silvana lo prende senza farsi vedere da Furio così lei e Arianna, che hanno fatto coppia insieme, sabotano il progetto ai due.

## Eureka
- Diretto da: Daniela Borsese
- Scritto da: Maria Grazia Cassalia, Sara Fusani

### Trama
Tutti sono occupati con i progetti: Ale va a casa di Giò per farsi curare il suo canguro di mare da Galileo, che è veterinario, mentre Silvana sabota il progetto a Furio e a Giò e al posto delle foglie mette solo bottiglie vuote e i due fanno con esse un altro progetto ancora più bello di quello precedente e prendono un bel voto. L'episodio si conclude con Giò che passeggia all'uscita di scuola.

## A volte ritornano...
- Diretto da: Daniela Borsese
- Scritto da: Maria Grazia Cassalia, Sara Fusani

### Trama
Ale invia la foto preferita di Giò a un concorso e quest'ultima senza saperlo lo vince. Lei crede che sia stato Filippo a inviare la foto e lo bacia, ma Ale la guarda stupito. Appena arriva a casa, Giò vuole raccontare al padre cosa era successo, ma lui dopo aver letto la lettera, ha portato il comodino ad aggiustarlo perché Giò gli aveva mentito dicendogli che era rotto. Il padre annuncia che loro ritorneranno a Campo Grugnuccio. 